# Silvestro Prestifilippo
Silvestro Prestifilippo (* 17. September 1921 in Caronia; † 10. Juni 1975 in Messina) war ein italienischer Journalist, Autor und Filmregisseur.

## Leben
Prestifilippo siedelte mit seiner Familie bald nach seiner Geburt in die Heimatstadt seiner Mutter, nach Genua, über. Schon 1938 schrieb er erste Theaterkritiken und arbeitete für antifaschistische Zeitungen. 1941 veröffentlichte er seine erste lange Erzählung, Amore antico. Im Jahr darauf – die Kriegsumstände ließen ihn sich erstmals in Reggio Calabria aufhalten – folgte ein Erzählband, Anima amara. Seine Kriegserlebnisse verarbeitete der mit Guglielmo Calarco in der Sozialistischen Partei aktive Prestifilippo im Essay Pagine di passato e di avvenire. Die 1945 erschienenen Storie d'amore schließen sein im lyrisch-deskriptiven Stil gehaltenes Frühwerk ab.
Er führte seine journalistische Tätigkeit als Autor von „La Luce“ fort und gehörte zu den ersten Autoren von Il Tempo. Auch sein Roman Il solitario erschien im letzten Kriegs- und ersten Nachkriegsjahr 1945. Zwei Jahre später machte er erste Erfahrungen mit dem Medium Film, zunächst als Dokumentarist. In La Voce wurde sein Roman Il nome del dolore kapitelweise veröffentlicht. Nach Il mondo sulle strade zog Prestofilippo nach Rom, wo er zahlreiche andere Kunstschaffende traf. Er drehte Teile des Dokumentarfilmes Cuore d'Aspromonte und debütierte als Theaterautor mit dem Dreiakter Crepusculo. Immer produktiv, erschien ein weiterer Roman, E domani è lunedi, ebenfalls 1949. 1950 inszenierte er nach eigenem Roman Terra senza tempo für das Kino. Zwei Jahre später, nach einem Kurzfilm, war Carlo Musso sein Ko-Regisseur für Carne inquieta. Ein weiterer Dokumentarfilm, Uva a settembre über seine ehemalige Wahlheimat der Reggio Calabria beschließt sein Filmschaffen; eine Shakespeare-Bearbeitung von Der Sturm für das Kino, wurde nicht realisiert.
Mitte der 1950er Jahre veröffentlichte Prestifilippo eine Reihe von Kurzgeschichten und Essays, schrieb für L’Ora und zog nach Messina. Nach der langen Erzählung Una stagione per morire und der Sammlung Incontri col Sud arbeitete er für Il Mattino und die Tribuna di Mezzogiorno. Autobiografische Komponenten finden sich in einigen Veröffentlichungen der 1960er Jahre, wie Tramonto di un personaggio oder die Verssammlung Blues. Tagesaktuelle Ereignisse wie das Erdbeben im Belice-Tal 1968 oder die Unruhen in Reggio Calabria 1970 begleitete er in diesen Jahren intensiv mit Kommentaren und Beobachtungen. Diese erschienen auch landesweit und international in Zeitungen.
Nach einem ersten Herzinfarkt erschien 1974 sein letztes Werk, der mit dem Premio Calabria ausgezeichnete Mafia: quarta ondata. Nach einem weiteren Infarkt im Januar 1975 starb Prestifilippo Mitte dieses Jahres.

## Filmografie
- 1950: Terra senza tempo
- 1952: Carne inquieta (Ko-Regie)

## Werke (Auswahl)
- 1943: Anima amara[3]
- 1949: Terra senza tempo
- 1974: Mafia: quarta ondata